# Міжнародний аеропорт Агоштінью Нету
Міжнародний аеропорт Агоштінью Нету (порт. Aeroporto Internacional Dr. António Agostinho Neto) (IATA: NBJ, ICAO: FNBJ) — міжнародний аеропорт, що обслуговує Луанду столицю Анголи. 
Розташований у комуні Бом-Жезус, муніципалітет Іколо-е-Бенго, провінція Луанда, за 40 км на південний схід від центру міста Луанда.
Це найбільший аеропорт, на 2023 р. побудований будь-яким китайським підприємством за межами Китаю. 
 
Він має стати головними воротами Анголи у світ і важливим повітряним вузлом для Африки. 

Він поступово замінить чинний міський аеропорт Куатро-де-Феверейро, який залишатиметься відкритим для некомерційних авіаперевезень, технічного обслуговування та навчання. 

Аеропорт розрахований на 15 мільйонів пасажирів на рік і 130 тисяч метричних тонн вантажів. 

## Оперативні затримки
Офіційне відкриття аеропорту відбулося 10 листопада 2023 р. 

Внутрішні пасажирські рейси планувалося розпочати в лютому 2024 р., а міжнародні — у червні 2024 р. 

Однак функціювання розпочалося повільно, оскільки перший вантажний рейс був здійснений 19 грудня 2023 року 
, 
а до 20 лютого 2024 року було виконано лише 32 вантажні рейси 
 
До початку квітня 2024 року цільовою датою для перенесення всіх операцій у новий аеропорт був кінець 2024 року. 

## Будівництво

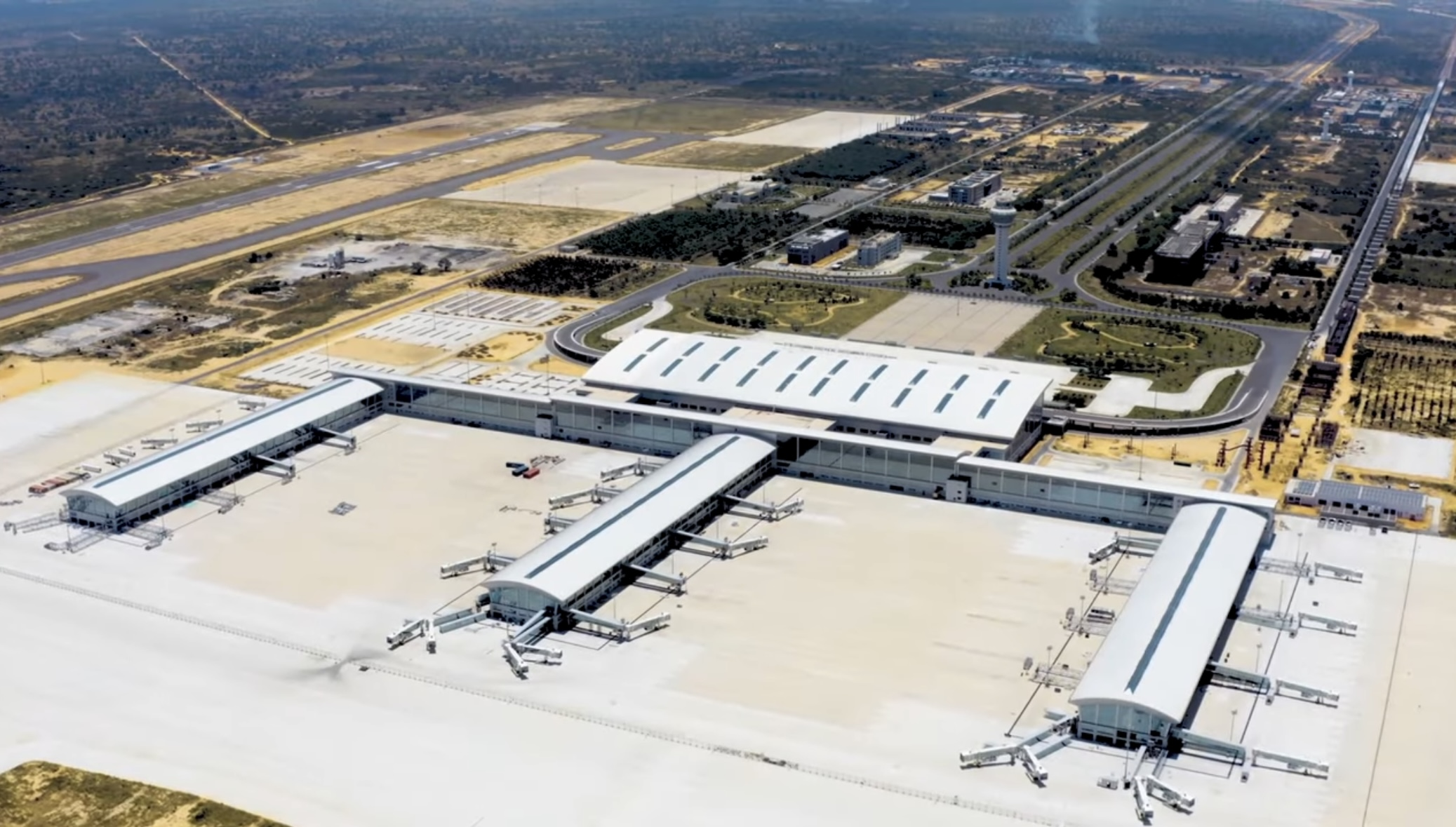
Головний термінал

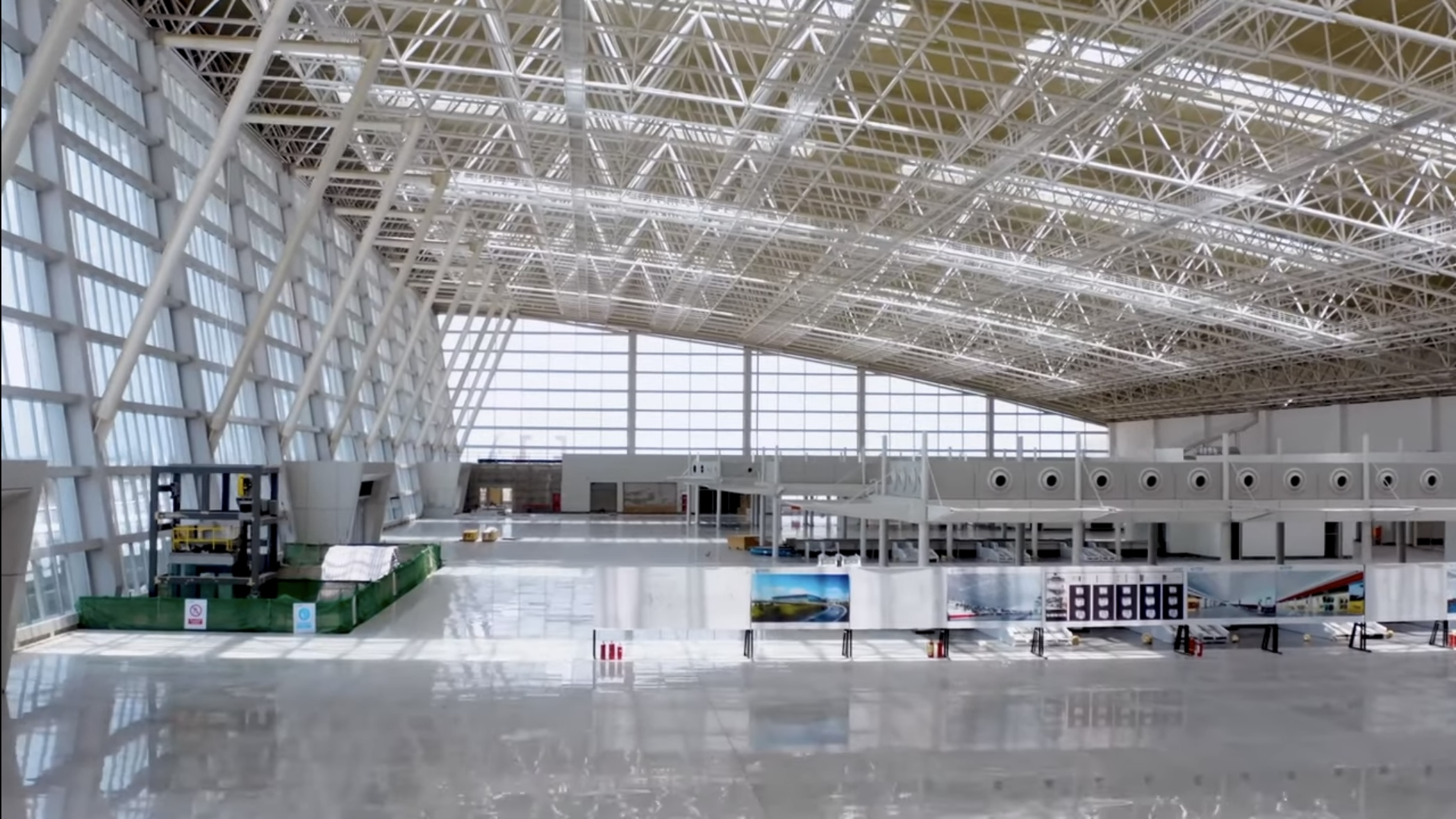
Зал реєстрації

Місце було обрано у 2004 році, а будівництво розпочато в середині 2006 року. 
 
Початковою датою завершення був 2012 рік. 

Витрати на будівництво, яке мав здебільшого фінансувати Китай, оцінювалися у 2015 році в 3,8 мільярда доларів США. 
Звітність у 2024 році вказує на те, що проект розпочався у 2005 році, а будівництво розпочалося у 2013 році. 

Спочатку проектом керував Китайський міжнародний фонд

спільно з бразильською компанією Odebrecht до 2019 року, а потім Китайська корпорація авіаційної промисловості . 

Початковий контракт було розірвано у 2017 році, а новий контракт було укладено у 2020 році. 

## Опис
Об'єкт має загальну площу 43 га, складається з двох сучасних злітно-посадкових смуг і трьох будівель аеровокзалу. 

Пасажирський термінал має площу 160 000 м², а вантажний — 6200 м².
Проект передбачає будівництво залізничного сполучення зі столицею. шестисмугову та чотирисмугову.

## Злітно-посадкові смуги
Аеропорт має дві паралельні злітно-посадкові смуги, розташовані за 2,2 км одна від одної. 
Перша злітно-посадкова смуга має розміри 4000 м × 60 м. 
Друга злітно-посадкова смуга має розміри 3800 м × 60 м. 